# Roll with the Wind
Roll With the Wind – trzeci singel Alexandra Rybaka z płyty Fairytales, wydany 2 lipca 2009. Piosenka została napisana przez Mårten Eriksson i Lisa Eriksson, a została wyprodukowana przez Amir Aly.
Teledysk do Roll With The Wind był kręcony na wyspie w Norwegii, Giske w lipcu 2009 r. Wydany został 15 września 2009.

## Pozycje
Piosenka weszła na noreweskie listy przebojów 2 czerwca 2009 na pozycji 16. W tym samym czasie dwie inne piosenki Rybaka zajmowały miejsca w top 3: Funny Little World i Fairytale. W następnym tygodniu piosenka zajęła 10te miejsce. Singiel wypadł z pierwszej dwudziestki w trzecim tygodniu.
| Pozycje (2009)          | Miejsce |
| ----------------------- | ------- |
| Norwegian Singles Chart | 10      |

## Historia wydań
| Region   | Data             | Format                  |
| -------- | ---------------- | ----------------------- |
| Norwegia | 2 czerwca 2009   | Radio, digital download |
| Niemcy   | 23 września 2009 | CD single               |